# Kris De Saeger
Pour les articles homonymes, voir De Saeger.
Kris De Saeger, né le 28 mars 1958 à Termonde (province de Flandre-Orientale), est un spécialiste de la bande dessinée, illustrateur, traducteur et scénariste belge néerlandophone écrivant aussi en français. Également connu sous les noms de plume Kris de Saeger, Kris Desaeger, Kroll ou encore Brendan, Brendan MacLeod et Brendan McLeod.

## Biographie

### Jeunesse et formation
Kris De Saeger naît le 28 mars 1958 à Termonde. Enfant, il est passionné de bande dessinée. Il veut dessiner sans être vraiment doué mais surtout, raconter des histoires. Vers 12-13 ans, il présente ses premiers dessins à l'auteur de bande dessinée Sylvain Polfliet. L'académie étant taboue à la maison, il étudie l'histoire de l'art à la KU Leuven où il consacre sa thèse à la bande dessinée, une entreprise encore inédite à une époque où la bande dessinée n'était pas prise en considération. À contrecœur, l'université organise une exposition intitulée De Nieuwe Heldenmakers [« Les Nouveaux Créateurs de Héros »] consacrée à la dernière génération de bandes dessinées innovantes en 1978 dont l'affiche est réalisée par Leo Fabri que De Saeger rencontre,. Il participe également à la fondation de la Guilde flamande de la bande dessinée (nl) en même temps. Son diplôme obtenu, il le rangea et se lance dans l'univers de la bande dessinée.

### Début de carrière
Il travaille comme illustrateur et scénariste, et la plupart de ses œuvres paraissent dans Stipkrant,. En 1979, il monte l'exposition Aktuele Vlaamse stripkunst - Een overzicht tenue à la bibliothèque de Turnhout du 24 novembre au 9 décembre 1979, et écrit le catalogue de celle-ci, publié par Vlaamse Onafhankelijke Stripgilde.

### Scénariste de bande dessinée
Il commence comme scénariste avec la série d'aventure Lee Karnak, un archéologue, en collaboration avec le dessinateur Sylvain Polfliet. En 1980, il crée une bande dessinée fantastique De Grondels, dessinée par Leo Fabri. Il écrit le scénario d'Olwen Llewelynn dans Robbedoes en 1981 avec Polfliet au dessin. Il développe une série historique : James Fitzmaurice en 1982. C'est sous la houlette du rédacteur en chef Jean-Luc Vernal qu'il fait une première apparition dans Tintin le 16 novembre 1982, avec la publication du court récit historique en 6 planches La Défaite de Gerald FitzGerald dessiné par son ami Sylvain Polfliet. La traduction en français de De Grondels, est publiée dans le même hebdomadaire sous le titre Les Kilous qui compte 3 livraisons et totalise 47 pages. La série est compilée en album uniquement en néerlandais sous le titre Dulaman de tovenaar publiée par les éditions Den Gulden Engel en 1986. La série jeunesse empreinte de fantastique et de merveilleux se situe en Écosse et avec laquelle il ajoute un nouveau type de nain aux mondes elfiques déjà richement peuplés. Elle met en scène trois valeureux nains qui doivent libérer leur roi d'un vilain sorcier tout en luttant contre les Albions, leurs ennemis jurés. Il reforme le duo avec Polfliet pour les tomes 4 et 5 de la série d'espionnage Brian Howell lorgnant vers le James Bond de Sean Connery avec des ingrédients de thriller et une légère touche de science-fiction, publiés aux éditions anversoises Loempia (nl) en 1985-1986. Il écrit deux courts récits de Nik en Klaas et réalise également les couleurs du premier pour Jeroen De Coninck, publiés dans Stripfeestboek des Éditions Standaard en 1985. 
Parallèlement, il écrit également des scénarios pour Willy Verschelde et Ikke (Marc Legendre), et apporte son aide à Marcel Rouffa pour l'écriture et l'illustration d'une série qu'ils développent ensemble, mais qui n'aboutira pas. En 1988, il écrit le scénario du one shot Deux colonnes à la une pour le jeune dessinateur Flamand Pascal Verdoodt, publié dans la collection « Cargo de nuit » aux éditions Magic Strip. C'est un polar retraçant des histoires de taximen. Rapidement, il comprend que l'écriture de scénarios n'est pas vraiment une façon efficace de gagner sa vie en ayant charge de famille. Il multiplie les travaux alimentaires : traductions, lettrage, mise en couleur et plusieurs missions journalistiques (bandes dessinées), notamment pour la radio et la télévision BRT. Il réalise sporadiquement quelques travaux d'écriture pour Berck, Jean-Pol et Eddy Ryssack, entre autres. Il écrit toujours sous pseudonyme, sa première véritable série : De Voyageurs connue en français sous le titre Les Voyageurs, publiée aux éditions Le Lombard. La série se déroule au XIXe siècle et traite des vastes espaces canadiens, avec un intérêt pour la protection des Indiens, les animaux et la « vraie » vie,. Le premier volume intitulé Athabasca dessiné par Kas et mis en couleur par son épouse Graza sort en avril 1995. Il conte le transport de la traite de fourrures devant être acheminée vers les ports de l'Atlantique. Le second tome Grizzli paraît deux ans plus tard. Cet épisode voit Brian McLeod et son ami Erwan Kerouac piégés par l'hiver. Kerouac, gravement malade, est confronté à des tribus d'Indiens belliqueux et à un grizzli particulièrement coriace, tandis que McLeod est ignorant des dangers de cet environnement inhospitalier. L'éditeur abandonne la série après deux albums en raison d'un faible rythme de publication,.

### Les P'tits Bob et Bobette(2007-2011)
De 2007 à 2011, il coscénarise la série Les P'tits Bob et Bobette avec Dirk Nielandt à partir du sixième volume pour le dessinateur Jeff Broeckx publiés par les Éditions Standaard. La série dérivée de Bob et Bobette compte 16 titres dans sa version française, des volumes de jeux réalisés par le Studio Vandersteen à l'occasion des vacances scolaires, auxquels il participe également et des albums publicitaires.

### Traducteur de bande dessinée
Kris De Saeger traduit de nombreuses séries du français vers le néerlandais telles : Arawn de Ronan Le Breton, Metronom' d'Éric Corbeyran, Sherlock Holmes et les Vampires de Londres de Sylvain Cordurié, Arctica de Daniel Pecqueur, Ils ont fait l'Histoire d'Éric Adam, Le Chant des Runes de Sylvain Runberg, Le Trône d'argile de Nicolas Jarry avec France Richemond ou Rubine de Mythic.

### Biographe
Kris De Saeger est aussi biographe. Au milieu des années 1980, il rencontre Hans van den Boom, le fondateur des éditions Arboris (nl), ce qui donne naissance à plusieurs « Dossiers » publiés en néerlandais par cette maison d'édition,. Le premier est consacré Walthéry en 1986, le second à Franquin deux ans plus tard. Quand au troisième, dévolu à François Craenhals, il est publié en 1990,. Les éditions Casterman en assument l'édition en français un an plus tard sous le même titre. C'est en 1995, qu'il publie son dernier dossier sur le prolifique scénariste Raoul Cauvin dont les éditions Arboris publient la version française sous le titre Le Livre d'or de Raoul Cauvin,. En 1997, à l'occasion de l'émission du timbre Philatélie de la jeunesse 1997 : Jef Nys, il sort Jef Nys zegelt plakkers… ik bedoel… qu'il traduit en français sous le titre Jef Nys fait le tri publié conjointement par Centre belge de la bande dessinée et La Poste. En 2018, il coécrit en collaboration avec Hans van den Boom De avonturen van Rob Harren : 50 miljoen strips! [« Les Aventures de Rob Harren »] dans cet ouvrage, il retrace la longue carrière de Rob Harren dans le milieu de la bande dessinée, commencée par Oberon Publishing pour terminer avec la série coquine Rooie Oortjes pendant laquelle il vendra 50 millions d'albums.

### Collaboration au Centre belge de la bande dessinée
Outre le fait qu'il soit reconnu comme spécialiste de la bande dessinée, il est aussi un collaborateur extérieur du Musée de la BD de Bruxelles.  
Parallèlement, un véritable musée de la bande dessinée est en préparation à Bruxelles, et l'alerte est donnée. L'équipe éditoriale de l'édition néerlandophone du magazine d'information Imago, ainsi qu'une partie de la section permanente du musée et plusieurs expositions temporaires, sont conçues par Kris de Saeger (la section permanente présente Bob de Moor, Morris, Roba, Marc Sleen et d'autres ; les expositions temporaires incluent celles consacrées à Craenhals, Bosschaert, Les Indiens de Derib, et en octobre 2000, à Johan et Bob de Moor).

### Auteur de comic strips au Canada
Après son installation au Canada, il dessine des séries de strips dans la presse locale : Lenny the Lizard dans le Valley Times Drumheller d’Alberta en 2004 et 2005, et Unbearable Bert (strips et gags avec un ours) dans le Alberta Game Warden Magazine de 2005 à 2010.

### Vie privée
Après avoir vécu à la campagne, parmi les arbres et les animaux, il vit désormais au Canada.

## Œuvre

### Publications

#### Biographies en français
- Kris De Saeger, Dossier Craenhals[20], Tournai, Casterman, novembre 1991, 117 p., ill. ; 26 cm (ISBN 9782203326057 et 2203326050, OCLC 463660616)
- Kris de Saeger, Le Livre d'or de Raoul Cauvin, s.l., Arboris, 1995, 76 p., ill. ; 29 cm (ISBN 9789034410399 et 90-344-1039-0, OCLC 407018388)
- Kris de Saeger et Jef Nys (trad. Kris de Saeger), Jef Nys fait le tri [« Jef Nys zegelt plakkers… ik bedoel… »], Bruxelles, Centre belge de la bande dessinée ; La Poste, 1997, 48 p., ill. ; 22 cm (ISBN 2-930196-01-7)Album édité par le Centre belge de la bande dessinée et La Poste à l'occasion de l'émission du timbre Philatélie de la jeunesse 1997 : Jef Nys. Le tirage en langue française a été limité à 600 exemplaires numérotés de 1 à 600 et signés par l'auteur.
- Lettres de noblesse[20], Centre belge de la bande dessinée et La Poste, coll. « Philabédé », Bruxelles, 2003
Scénario et dessin : François Craenhals - Couleurs : noir et blanc,album édité à l'occasion de l'émission du timbre "Philatélie de la Jeunesse" 2003 : François Craenhals. Il comprend un dossier sur l'auteur écrit par Kris De Saeger, avec illustrations et photos, et deux histoires de Chevalier Ardent : Galagrenant le magnifique et Famine à Rougecogne.

#### Catalogues d'exposition
- Aktuele Vlaamse stripkunst - Een overzicht[6], Vlaamse Onafhankelijke Stripgilde, 1979
Scénario : Kris De Saeger - Dessin : Leo Fabri, Got - Couleurs : noir et blanc,Illustration de couverture Eddy Ryssack.52 p.. Catalogue de l'exposition tenue à la bibliothèque de Turnhout du 24 novembre au 9 décembre 1979).
- Art et innovation dans la bande dessinée européenne[21],[22], Éditions De Buck, Bruxelles, juin 1987
Scénario : collectif dont Kris de Saeger - Dessin : collectif - Couleurs : quadrichromie -  (ISBN 2-87153-004-1),Sous la direction de Jan Hoet. Préface : Pascal Lefèvre. Catalogue de l'exposition éponyme au Musée d'art contemporain de Gand (4 juillet au 6 septembre 1987).

#### Publications en revues et journaux

##### DansBédésup
- Eddy Ryssack (int. par Kris de Saeger), « Rencontre avec... Ryssack », Bédésup, nos 18-19,‎ décembre 1981, p. 68-71 (ISSN 0224-9588).

##### DansTintin
- La Défaite de Gerald FitzGerald[8], Scénario : Kris de Saeger - Dessin : Sylvain Polfliet, 6 planches, Tintin du no 46 du 16 novembre 1982.
- Kilous[9], Scénario : Brendan McLeod  - Dessin : Fabri Leo, 16 planches, Tintin édition belge no 43 de 1983, édition française Nouveau Tintin no 424
- Kilous[9] : De l'or et des épines, Scénario : Brendan McLeod  - Dessin : Fabri Leo, 16 planches, Tintin édition belge no 1 de 1984, édition française Nouveau Tintin no 434
- Kilous[9] : Des moustiques et des chauves-souris, Scénario : Brendan McLeod  - Dessin : Fabri Leo, 15 planches  et mini-poster, Tintin édition belge no 10 de 1984, édition française Nouveau Tintin no 443.

### Expositions collectives
- ''De Striptekenaars en het beeldverhaal in Vlaanderen 82 [« Les dessinateurs et la bande dessinée en Flandre 82 »], dans le cadre du salon mondial De wereldkartoenale van Knokke-Heist à Knokke-Heist en 1982[23].